# Мистецький клуб Челсі
Мистецький клуб Челсі(англ. The Chelsea Arts Club) — це клуб приватних осіб на Старій Церковній вулиці в місті Челсі, Лондон, з числом членів 3800, серед яких художники, скульптори, архітектори, письменники, дизайнери, актори, музиканти, фотографи та режисери . Клуб був створений 21 березня 1891 року в Челсі, як суперник старішому мистецькому клубу в Мейфері, за ініціативи художника Джеймса Аббота Макніла Вістлера, який був (іноді суперечливим) членом старішого клубу.
Під час свого основного сезону з вересня-червня Мистецький клуб Челсі є місцем багатьох заходів : від інструментальних та хорових вистав до виставок образотворчого мистецтва, літературних розмов та обідів митців.
У члени клубу приймають за умови рекомендації від двох поточних членів.
Клуб розташований у колишній Ложі Болтона, будівлі II класу, внесеній до списку національної спадщини Англії .